# Maxomys panglima
Maxomys panglima is een knaagdier uit het geslacht Maxomys dat voorkomt op de eilanden Palawan, Balabac, Busuanga, Calauit en Culion in de zuidwestelijke Filipijnen. De soort komt voor in bossen van zeeniveau tot 1000 m hoogte. De kop-romplengte bedraagt 167 tot 222 mm, de staartlengte 180 tot 226 mm, de achtervoetlengte 40 tot 43 mm, de oorlengte 22 tot 27 mm. De rug is ijzergrijs, de buik wit. De soort is waarschijnlijk het nauwste verwant aan Maxomys surifer of Maxomys rajah uit Borneo.